# Стеклушка прозрачная
Стеклушка прозрачная, или прозрачная витрина (лат. Vitrina pellucida) — вид наземных стебельчатоглазых брюхоногих моллюсков рода Vitrina из семейства Vitrinidae.

## Описание

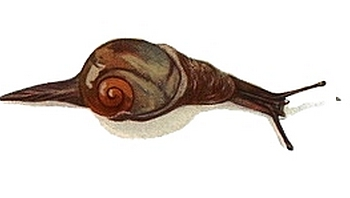

Раковина шарообразная, и даже взрослое животное может целиком втянуть себя в неё. Размер раковины составляет от 4,5 до 6 мм, количество витков — от 2,5 до 3. У раковины открытый, тонкий завиток. Поверхность гладкая и блестящая, сама раковина тонкая и прозрачная. Обычно имеет зеленоватый отблеск. Тело моллюска, как правило, серое, голова и щупальца обычно немного темнее. Вытянутое тело моллюска длиной примерно 10 мм. Мантия относительно тонкая.
Моллюски питаются печёночными мхами (Jungermanniaceae) и разложившимися листьями, а также погибшими земляными червями и конским навозом.
Яйца откладывают в небольшие кучки, покрытые плёнкой.

## Распространение
Вид распространён в голарктической Центральной и Западной Европе. В высокогорьях встречается на высоте до 1550 м над уровнем моря. Моллюски живут во влажной или умеренно влажной зоне лесов, лугов, между камнями и поросшими травой дюнами.

## Естественные враги
Естественными врагами моллюсков являются ежи. Паразитом являются нематоды рода Elaphostrongylus.

## Синонимы
В синонимику вида входят следующие биномены:
- Helix pellucida O. F. Müller, 1774
- Hyalina pellucida (O. F. Müller, 1774)
- Vitrina alaskana Dall, 1905
- Vitrina pfeifferi  Newcomb, 1861
- Vitrina rhodopensis A. J. Wagner in Wohlberedt, 1911